# Campylaspis bicarinata
Campylaspis bicarinata är en kräftdjursart som beskrevs av Jones 1974. Campylaspis bicarinata ingår i släktet Campylaspis och familjen Nannastacidae. Inga underarter finns listade i Catalogue of Life.